# فيليوت سفيدبيرغ
فيليوت سفيدبيرغ (مواليد 1 فبراير 2004) هو لاعب كرة قدم سويدي يلعب في مركز الوسط المهاجم في نادي هاماربي.

## وصلات خارجية
- فيليوت سفيدبيرغ على موقع اتحاد السويد (السويدية)
- فيليوت سفيدبيرغ على موقع قاعدة بيانات كرة القدم.إي يو (الإنجليزية)
- فيليوت سفيدبيرغ على موقع ليكيب (الفرنسية)
- فيليوت سفيدبيرغ على موقع Soccerway.com (الإنجليزية)
- فيليوت سفيدبيرغ على موقع عالم كرة القدم.نت (الإنجليزية)